# Myslivna (Novohradské hory)
Myslivna je výrazná hora v Novohradských horách, vysoká 1040 m n. m., druhá nejvyšší v české části pohoří. Nachází se 5 km jihovýchodně od Pohorské Vsi, 3 km severo-severozápadně od Pohoří na Šumavě a 2,5 km západně od česko-rakouské hranice.

## Stavby na vrcholu

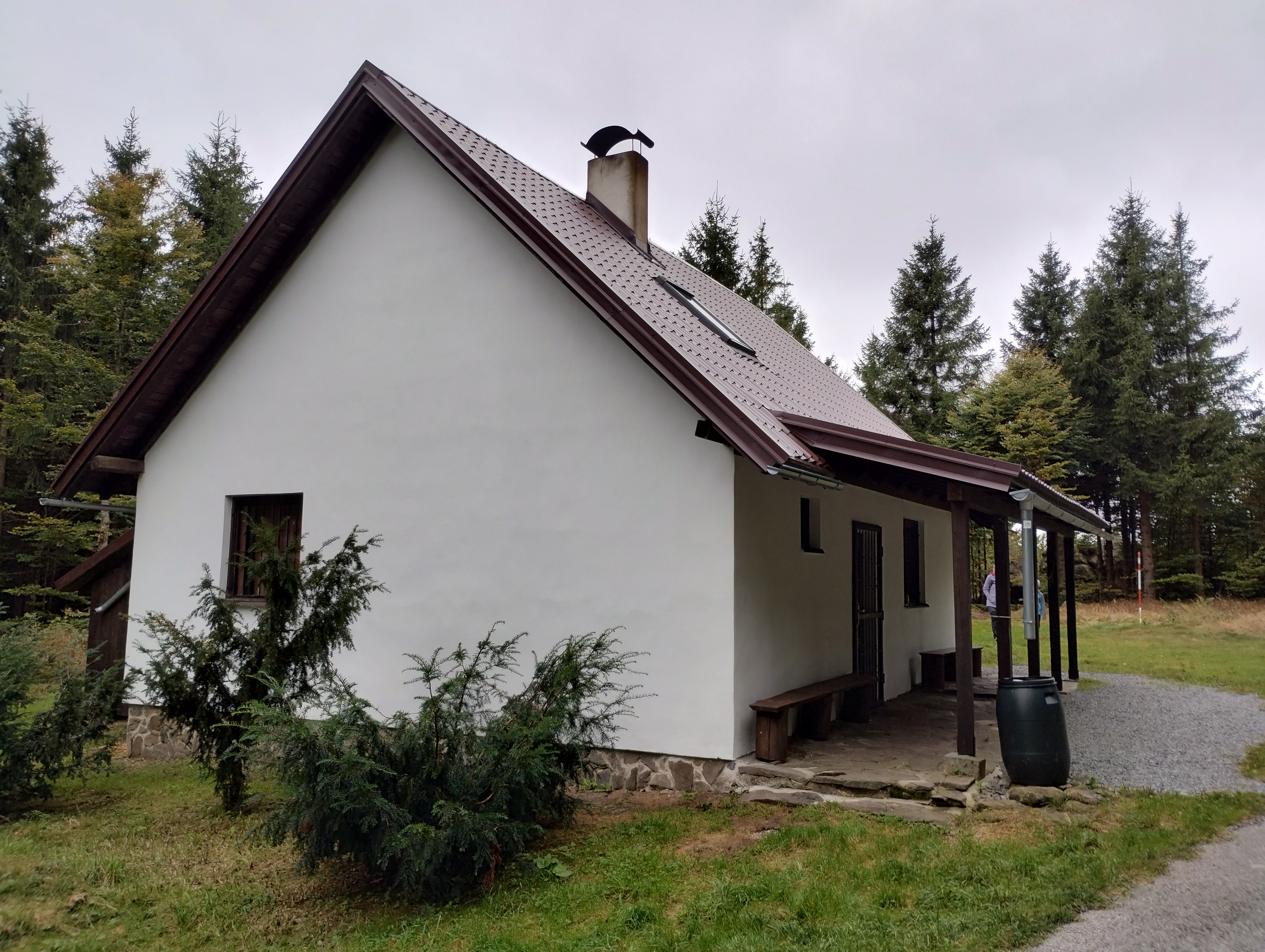
Chata na Myslivně

V 60. letech 20. století stála na vrcholu Myslivny vidová hláska PVOS s až pětičlennou posádkou. Na začátku 70. let po zrušení systému Elektrické zařízení k ochraně hranice a vybudování SIS (signální stěny) byla hláska přemístěna k Pohoří na Šumavě. Po hlásce na Myslivně zůstala budova (lesní chata), která je majetkem Lesů ČR. V roce 2009 Astronomický ústav Akademie věd představil záměr vybudovat na Myslivně observatoř pro zkoumání asteroidů nebezpečných pro Zemi. Tento záměr byl již v březnu 2009 jednomyslně odsouhlasen zastupitelstvem Pohorské Vsi a observatoř měla být postavena přibližně v roce 2013, což se však nestalo.

## Přírodní památka
Na severozápadním svahu se rozkládá přírodní památka Myslivna. Předmětem ochrany jsou relativně přirozené porosty květnatých, horských acidofilních smrkových a suťových klenových bučin s charakteristickým floristickým složením a druhově početnou avifaunou.

## Vedlejší vrchol
Jihovýchodně od vrcholu vybíhá z Myslivny poměrně výrazný hřbet s několika osamocenými skalisky a balvany. Jde o vedlejší vrchol, pojmenovaný autory projektu Tisícovky Čech, Moravy a Slezska Myslivna - JV vrchol (1029 m, souřadnice 48°37′42″ s. š., 14°41′15″ v. d.). Ani na něj nevede značená cesta, je přístupný jen průsekem od vrcholu Myslivny, od něhož ho dělí necelých 600 metrů.

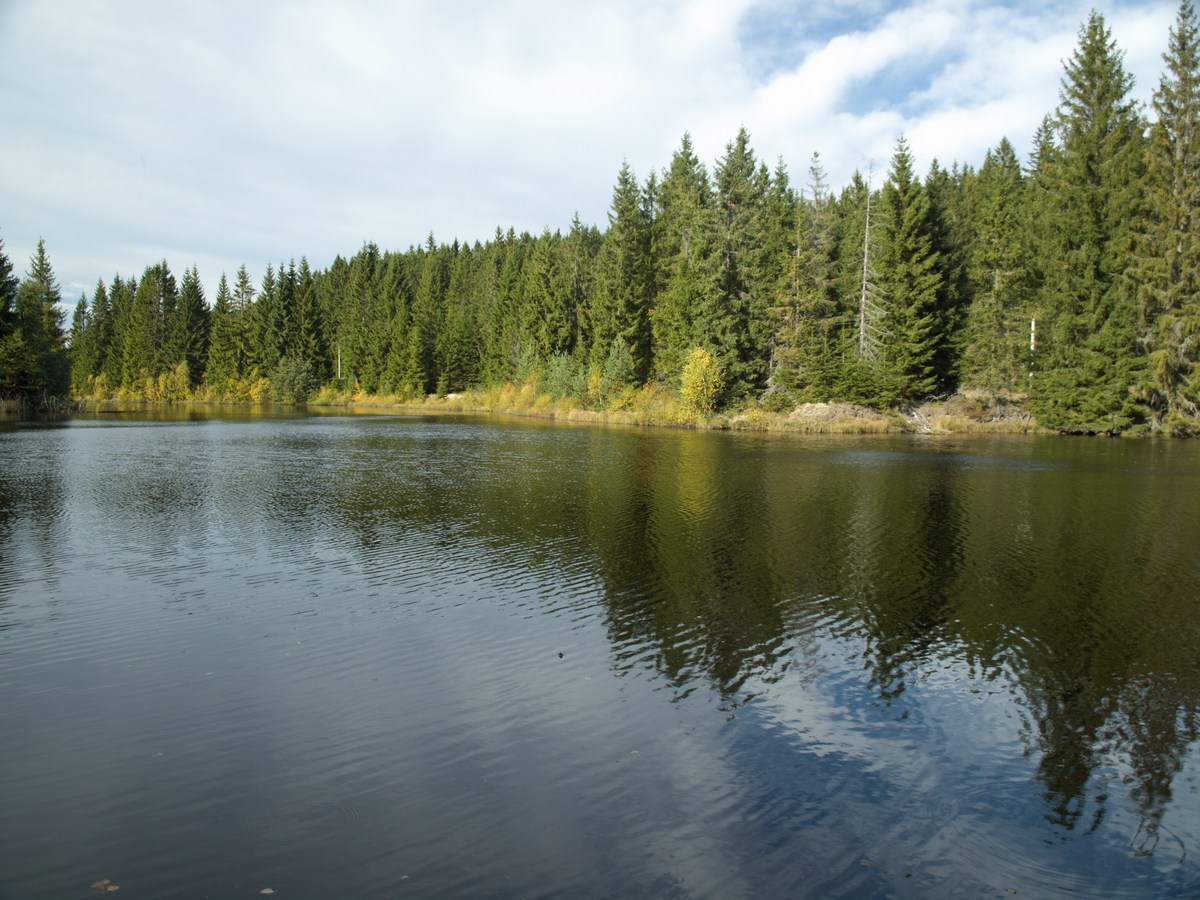
Jiřická nádrž na úpatí Myslivny

## Přístup
Na Myslivnu nevede žádná značená cesta a přístup je proto orientačně náročnější. Jednou z možností je jít po lesní cestě vycházející u Jiřické nádrže ze silnice vedoucí na Pohoří, která vede nejprve na východ a po zhruba 1,5 km se stočí na sever. Po dalších 1,5 km z ní odbočuje doleva další cesta, která po necelém kilometru končí u hájovny na vrcholu.